# Auditoría medioambiental
Las auditorías medioambientales o auditorías ambientales persiguen cuantificar los logros y la posición medioambiental de una organización. De esta manera desarrollan una función análoga a las auditorías financieras. El informe de una auditoría ambiental ha de contener una caracterización del desempeño y de la situación medioambiental alcanzada, y puede aspirar a definir las necesidades pendientes para mantener o mejorar los indicadores de tales realizaciones y logros. 
La Auditoría Ambiental es un instrumento para la transformación del proceso productivo y de la política empresarial. Parte de un supuesto de voluntariedad y de una decisión de transformación hacia los presupuestos ambientales, no ha de confundirse con otros procedimientos como las inspecciones, los diagnósticos o las evaluaciones ambientales. Inicialmente formó parte de la filosofía comprendida en el V Programa de la CE para el Medio Ambiente (1993) que ya invitaba a una transformación de los agentes socioeconómicos y de sus actividades. La Auditoría puede adoptarse desde la misma empresa y cuando ya se ha incorporado una política ambiental integral en la gestión de la misma; por lo que ésta supone un control de lo que ya se está haciendo.  También puede plantearse como el examen o evaluación de una empresa para detectar todo aquello que pueda incidir negativamente en el medio y establecer el marco para la transformación.

## Tres tipos
Según Mattsson and Olsson (p. 178) existen tres tipos de auditorías:
- 1. Auditorías de responsabilidad: evalúan el cumplimiento de las obligaciones legales.
- 2. Auditorías de gestión: verifican que una Estrategia de Gestión Medioambiental cumple sus objetivos.
- 3. Auditorías funcionales (a veces llamadas auditorías de actividad o temáticas): investiga un área específica respecto a una serie de criterios ecológicos, como el uso de agua o de energía.

## Auditoría ambiental en la Unión Europea
El Sistema comunitario de gestión y auditoría medioambientales (EMAS) de la Unión Europea  (2001) define la auditoría como "instrumento de gestión que comprende una evaluación sistemática, documentada, periódica y objetiva de la eficacia de la organización, el sistema de gestión y los procedimientos destinados a la protección del medio ambiente".  

Tiene por objeto facilitar el control, por parte de la dirección, de las prácticas que puedan tener efecto sobre el medio ambiente y evaluar su adecuación a las políticas medioambientales de la empresa. Si la adopción de las medidas ambientales va a incidir en una mejora de la imagen y el prestigio, en una reducción de energía consumida y de efluentes emitidos, en una concepción dinámica y cooperativa e integrada de los distintos sectores productivos y administrativos de la empresa así como en una filosofía empresarial de vanguardia, es importante la asunción de una política ambiental (en situación socioeconómica favorable). 

La política ambiental es la expresión de los objetivos generales y principios de acción de una empresa para la protección del medio. Su definición constituye el primer requisito en el reglamento de ecogestión y ecoauditoría de la UE para la implantación del sistema de gestión ambiental.

Debe ser elaborada o ratificada al máximo nivel directivo y plenamente integrada en la política general de la organización para evitar incompatibilidades y fomentar sinergias. La política establecida debe quedar formulada por escrito para clarificar y potenciar el desarrollo de las directrices expuestas y como valioso documento para el personal interno y la opinión pública. 

Los principios generales de la gestión ambiental son:
- priorizar la prevención sobre la corrección.
- reducción y reutilización frente a emisión de efluentes.
- conocimiento de la situación y su evolución.
- comunicación: constituye un punto esencial de la política ambiental, entre departamentos, y entre la dirección y el personal. Se asegura la comunidad de objetivos (incluso permite una implicación personal, una dedicación y un estímulo que ya no es solo una cuestión económica o material: preocupación constante por los valores ambientales de los empleados). También es importante la comunicación con la opinión pública, lo que mejora notablemente la imagen de la empresa.

## Objetivos de la Auditoría Ambiental
Si existe un sistema de gestión ambiental implantado, la misma gestión materializa el programa de acción diseñado.  La auditoría facilita la información, realiza una revisión del funcionamiento de todo el sistema, permite descubrir dónde y cómo se pueden utilizar más eficientemente los recursos, cómo  minimizar residuos, detectar errores y limitaciones y sobre todo, informa sobre el cumplimiento de la política ambiental de la empresa, en qué puntos es deficiente y cómo se puede perfeccionar. 

En el caso de que la empresa no tenga un sistema de gestión ambiental, la auditoría es más una "evaluación o diagnóstico ambiental", que viene impuesta desde el exterior. Así vemos como la Auditoría es una herramienta flexible que permite evaluar y diseñar un sistema de gestión ambiental.

## Equipo auditor
El equipo auditor ha de ser interdisciplinario, es mejor que sea ajeno a la empresa, aunque en él ha de haber un miembro de la empresa para facilitar todas las labores de información y relación con los distintos departamentos. La regularidad de las auditorías se plantea desde la UE en plazos no superiores a 3 años. En cuanto al tipo de contenidos que lleva una auditoría depende de la función que se desee de ella. En muchos casos la búsqueda de la calidad es paralela a los objetivos ambientales. Según el Reglamento de Auditorías es AENOR (Asociación Española de Normalización) la encargada de conceder el etiquetado ecológico. También ha elaborado normas que establecen los estándares de las auditorías, los sistemas de gestión ambiental y sobre terminología medioambiental.  Si calidad y objetivos ambientales van de la mano, el sistema de auditoría medioambiental se ajusta perfectamente al modelo de Control Total de Calidad (CTC) implantado con mucho éxito por japoneses hace varios años.

De acuerdo con el Reglamento de la UE para que las empresas del sector industrial se adhieran al sistema comunitario de Eco-gestión y Eco-Auditoría, las auditorías ambientales deben tener un contenido tal que permita a la empresa establecer una política ambiental propia. También generan la información necesaria para evaluar el comportamiento ambiental de la empresa, tomando como referencia la normativa comunitaria, nacional, autonómica y local así como las mejoras tecnológicas disponibles.

Los aspectos que deben tenerse en cuenta son: 
- repercusiones de la actividad industrial sobre el medio ambiente.
- fuentes de energía,
- transporte de materias primas.
- consumo de agua,
- residuos,
- planificación de productos,
- prevención de accidentes,
- participación del personal,
- participación pública.

## Marco legal en Unión Europea
Reglamento (UE) n.º 1836/93 del Consejo, por el que se permitía que las empresas del sector industrial se adscribieran con carácter voluntario a un sistema comunitario de gestión y auditorías ambientales. 
El reglamento n.º 1836/93 fue derogado y sustituido por el  Reglamento n.º 761/2001.